# Bastien Brière

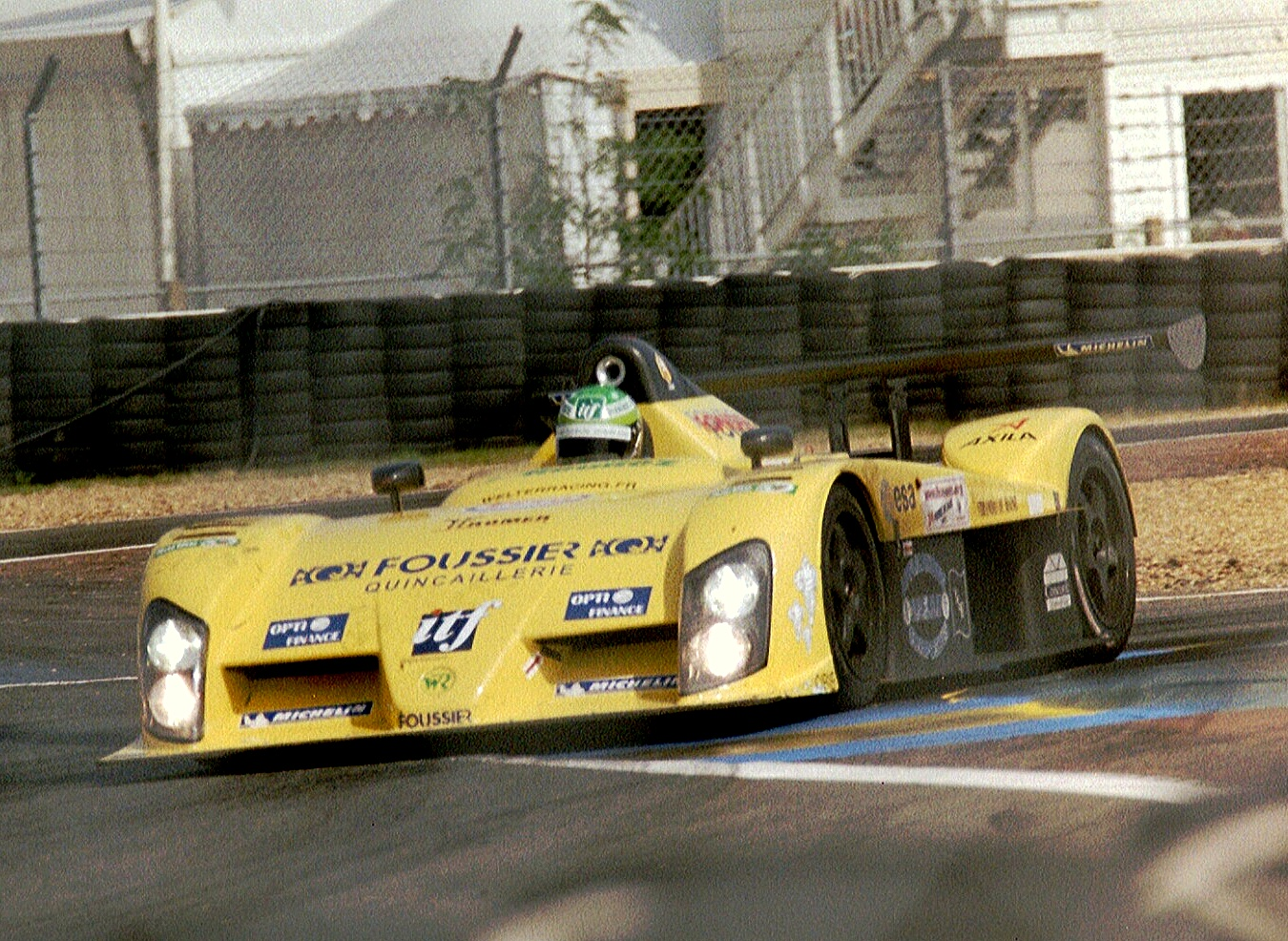
Der WR LMP02 von Bastien Brière, Jean-René de Fournoux und Stéphane Daoudi beim 24-Stunden-Rennen von Le Mans 2003

Bastien Brière (* 24. Mai 1983 in Le Mans) ist ein französischer Alternativmediziner und ehemaliger Autorennfahrer.

## Karriere
Bastien Brière kam schon als Kind mit dem Motorsport in Berührung. An Haus und Garten seiner Eltern führt die Route nationale 138, ehemals Route nationale 158, vorbei, die als Ligne Droite des Hunaudières und damit Streckenteil des Circuit des 24 Heures bekannt ist. Nach dem Besuch von Grundschule und Gymnasium begann er 2001 selbst Autorennen zu fahren. Er fuhr in der französischen Formel-Renault-Meisterschaft und kam später in Kontakt zu Gérard Welter. Der Peugeot-Fahrzeugdesigner unterhielt in Thorigny-sur-Marne, ungefähr 250 Kilometer von Le Mans entfernt, einen Rennstall. Welter lud Briére 2003 zum Testtag nach Le Mans ein und ermöglichte ihm wenige Wochen später sein Debüt beim 24-Stunden-Rennen von Le Mans. Er war Teamkollege von Jean-René de Fournoux und Stéphane Daoudi, konnte das Rennen nach einem Motorschaden am 3-Liter-Peugeot-V6-Motor im WR LMP02 jedoch nicht beenden. Ende des Jahres fuhr er ein weiteres Rennen für Welter. Das 1000-km-Rennen von Le Mans beendete er als 27. der Gesamtwertung.
Bastien Brière begann ein Studium der Medizin und hatte nur mehr eingeschränkt Zeit für den Motorsport. 2004 fuhr er in Le Mans erneut für Welter und erreichte wieder nicht das Ziel. 2005 fuhr er für Noël del Bello einen Courage C65 in der European Le Mans Series und 2007 einen Aston Martin DBR9 in der französischen GT-Meisterschaft.
Um seine Ausbildung als Alternativmediziner abschließen zu können, bestritt er zwischen 2008 und 2012 überhaupt keine Rennen mehr. Nach der Eröffnung der eigenen Praxis in der 5 Rue Victor Bonhommet in Le Mans kehrte er zu seiner Motorsportleidenschaft zurück und bestritt Rennen, wenn es die Zeit erlaubte. 2012 ging er zum vierten Mal in Le Mans an den Start und erreichte mit dem 24. Rang seine erste Platzierung im Schlussklassement. 2015 war er bei einigen Rennen der V de V Challenge Endurance Series gemeldet.

## Statistik

### Le-Mans-Ergebnisse
| Jahr | Team                  | Fahrzeug    | Teamkollege           | Teamkollege         | Platzierung | Ausfallgrund |
| ---- | --------------------- | ----------- | --------------------- | ------------------- | ----------- | ------------ |
| 2003 | Gérard Welter         | WR LMP02    | Jean-René de Fournoux | Stéphane Daoudi     | Ausfall     | Motorschaden |
| 2004 | Gérard Welter         | WR LM2004   | Tristan Gommendy      | Jean-Bernard Bouvet | Ausfall     | Defekt       |
| 2005 | Intersport Racing     | Courage C65 | Juan Barazi           | Sergei Zlobin       | Ausfall     | Aufhängung   |
| 2012 | Boutsen Ginion Racing | Oreca 03    | Shinji Nakano         | Jens Petersen       | Rang 24     |              |

### Einzelergebnisse in der FIA-Langstrecken-Weltmeisterschaft
| Saison | Team                  | Rennwagen | 1   | 2   | 3   | 4   | 5   | 6   | 7   | 8   |
| ------ | --------------------- | --------- | --- | --- | --- | --- | --- | --- | --- | --- |
| 2012   | Boutsen Ginion Racing | Oreca 03  | SEB | SPA | LEM | SIL | SAO | BAH | FUJ | SHA |
| 2012   | Boutsen Ginion Racing | Oreca 03  |     | 13  | 24  |     |     |     |     |     |